# رود زای
رود زای (انگلیسی: Zay) یک رودخانه در تاتارستان کشور روسیه است.